# Danh sách Chủ tịch Nghị viện Liban
Đây là danh sách chủ tịch của nghị viện Liban kể từ khi chức vụ này thành lập năm 1922.

## Hiệp ước Quốc gia
Mặc dù không được quy định trong hiến pháp, một thỏa thuận bằng miệng gọi là Hiệp ước Quốc gia, năm 1943, đã quy định chủ tịch nghị viện phải là một tín đồ Hồi giáo Shia.

## Danh sách

### Nhà nước Đại Liban, lãnh thổ ủy trị thuộc Pháp (1922-1943)
- Daoud Amoun: 22 tháng 9 năm 1922—8 tháng 3 năm 1922
- Habib Assaad: 25 tháng 5 năm 1922—15 tháng 10 năm 1923
- Naoum Labaki: 15 tháng 10 năm 1923—29 tháng 10 năm 1924
- Émile Eddé: 21 tháng 10 năm 1924—13 tháng 1 năm 1925
- Moussa Namour: 13 tháng 7 năm 1925—18 tháng 10 năm 1927
- Mohammed Aljesr: 18 tháng 10 năm 1927—10 tháng 5 năm 1932
- Charles Debbas: 30 tháng 1 năm 1934—31 tháng 10 năm 1934
- Petro Trad: 10 tháng 11 năm 1934—21 tháng 10 năm 1935
- Khaled Chehab: 22 tháng 10 năm 1935—5 tháng 6 năm 1937
- Petro Trad: 29 tháng 10 năm 1937—21 tháng 9 năm 1939

### Cộng hòa Liban (1943–nay)
- Sabri Hamadé: 21 tháng 9 năm 1943—22 tháng 10 năm 1946
- Habib Abou Chahla: 22 tháng 10 năm 1946—7 tháng 4 năm 1947
- Sabri Hamadé: 9 tháng 6 năm 1947—20 tháng 3 năm 1951
- Ahmed Alassad: 5 tháng 6 năm 1951—30 tháng 5 năm 1953
- Adel Osseiran: 13 tháng 8 năm 1953—15 tháng 10 năm 1959
- Sabri Hamadé: 20 tháng 10 năm 1959—8 tháng 5 năm 1964
- Kamel Asaad: 8 tháng 5 năm 1964—20 tháng 10 năm 1964
- Sabri Hamadé: 20 tháng 10 năm 1964—9 tháng 5 năm 1968
- Kamel Asaad: 9 tháng 5 năm 1968—22 tháng 10 năm 1968
- Sabri Hamadé: 22 tháng 10 năm 1968—20 tháng 10 năm 1970
- Kamel Asaad: 20 tháng 10 năm 1970—16 tháng 10 năm 1984
- Hussein el-Husseini: 16 tháng 10 năm 1984—20 tháng 10 năm 1992
- Nabih Berri: 20 tháng 10 năm 1992—nay